# Mojones Norte
Mojones Norte est une localité rurale argentine située dans le département de Villaguay et dans la province d'Entre Ríos.
La population de la localité, c'est-à-dire à l'exclusion de la zone rurale, était de 212 habitants en 2001. La population de la juridiction du conseil de direction était de 1 202 habitants en 2001, elle a donc été considérée comme entièrement urbaine.